# Vízszigetelés
A vízszigetelés lényege, hogy meggátolja a nedvesség káros hatásait a különböző épületszerkezeti elemekben.
A vízszigeteléshez tartoznak az épületek és alagutak szigetelései, beleértve a műanyag lemezes szigeteléseket és az injektálások anyagait. A hidak szigetelései, mely a pályalemez szigeteléseket és a hézagok lezárásához szükséges fugatömítő anyagokat jelenti. Az ivóvíztározók szigeteléseire szigorú egészségügyi előírások vonatkoznak. A különféle anyagok és folyadékok tárolására szolgáló tartályok és medencék szigetelései.
A mélyépítési szigetelések, a bitumenes, a cementbázisú és a műgyanta alapú kenhető szigetelések, az injektálás műgyantái és adalékszerei, a munka- és mozgási hézagok vízre duzzadó fugaszalagjai, az injektálható hézagzáró profilok. Ide tartoznak még a szennyvíztisztító és kezelő műtárgyak szigetelései és bevonatai is.
Az injektálás
Mindenki találkozott már vizes, nedves, dohos, penészes épülettel. Talán ez a legkellemetlenebb probléma az épület szerkezetében. Nem utolsó sorban hosszútávon egészségügyi problémákat is okozhat (asztma, allergia, ízületi gyulladás, stb.) – ezen az injektálás segíthet.
Viszont mindez megszüntethető, megelőzhető  a falak utólagos vízszigetelésével.
Többféle vízszigetelési módszer van a falakban kapilláris úton felszivárgó nedvesség ellen.
- Aláfalazás – bizonyos szakaszon visszabontják a falat és a szigetelés elkészülte után visszafalazzák.
- Falátvágás – szó szerint átvágják a falat és valamilyen szigetelő lemezt helyeznek a kialakított mélyedésbe.
- Lemezbesajtolás – a szabályos fugákba fém lemezeket ütnek be

Mindegyik megoldásnak megvannak az előnyei és a hátrányai is. Legfőképpen a hátrány az, hogy sok munkával jár és nagyon drága, nem mellesleg rengeteg por és kosz marad utána. Az injektálás jó megoldás a fentebb felsorolt problémák esetén és viszonylag kis bontással, vagy bontás nélkül járó beavatkozással működik.
A falazatba juttatott injektáló oldat, folyadék vagy krém kikeményedése után elzárja a repedéseket, réseket (Kapillárisokat), melyeken keresztül a víz felszivárog a falazatban és emellett hidrofóbizál is, azaz víztaszítóvá teszi a szigetelt részeket.
Az injektálás a legtökéletesebb megoldás, ha a nedves falakat szeretnénk vízszigetelni utólag. (forrás: https://vizszigeteles-utolag.hu/injektalas/).